# Listă de mitropoliți ai Ardealului
Aceasta este o listă de mitropoliți ai Ardealului din secolul al XIV-lea până în prezent.

## Secolul al XIV-lea
Vezi IBR 1, pentru sec. XIV-XVI.
- Ghelasie de la Rîmeț - atestat în 1377.

## Secolul al XV-lea
- Ioan din Caffa - în Hunedoara - atestat în 1456.
- Ioanichie - atestat în 1479.

## Secolul al XVI-lea
- Daniil (după 1488), Marcu, Danciu (c. 1516 - 1550) - la Feleac - sec. XV-XVI.
- Petru - la Feleac - atestat în 1538.
- Posibilă vacanță: 1550 (Moartea lui Petru de la Feleac) - 1553.
- Ioan din Peșteana: după cca. 1553.
- Hristofor - la mănăstirea Geoagiu: până la cca. 1560.
- Sava: 1560 (amintit de diaconul Coresi).
- Gheorghe: 1561-1562, la Geoagiu.
- Sava, din nou: 10 aprilie 1562 - cca. 1570.
- Eftimie: 5 octombrie 1571 - 1574, probabil la Alba-Iulia.
- Hristofor: 6 iunie 1574 - cca. 1579, la Alba-Iulia. Spiridon, doar episcop al Vadului (cu Turda, Cluj, Dăbâca, Solnocul interior și de mijloc, Crasna): după 1576.
- Ghenadie - la Alba Iulia: 1579-1585.
- Ioan, fost egumen la mănăstirea Prislop: 1585-1605, la Alba-Iulia.

## Secolul al XVII-lea
Vezi IBR 2, pentru sec. XVII-XVIII.

Mitropolia Ardealului (Transilvaniei) şi episcopiile ortodoxe din Transilvania, Banat, Crişana şi Maramureş în sec. XIV-XIX

Sediul mitropoliei este la Alba-Iulia.
- Teoctist: atestat din 1606 - 26 decembrie 1622 (decedat).
- Dosoftei: 1623-1627.
- Ghenadie II: 17 octombrie 1627 - 3 septembrie 1640.
- Sf. Ilie Iorest 1640-1643 (înlǎturat); decedat: 12 martie 1679. Canonizat: 1950 / 1955.
- Simion Ștefan: februarie-martie 1643 - cca. iulie 1656 (decedat).
- Sf. Sava Brancovici: 1656 - 2 iunie 1680 (destituit); decedat: cca. aprilie 1683. Canonizat: 1950 / 1955.
- Iosif Budai: înainte de 24 ianuarie 1680 - începutul anului 1682.
- Ioasaf: 1682 - sfârșitul anului 1683 (decedat).
- Sava III din Veștem: ianuarie 1684 - vara 1685 (decedat).
- Varlaam: cca. decembrie 1685 - vara 1692.
- Teofil Seremi: 18 septembrie 1692 - iulie-septembrie 1697 (decedat).

## Secolul al XVIII-lea
- Atanasie Anghel, 1697-1698, la Alba Iulia. La 7 octombrie 1698 a semnat Manifestul de unire cu Biserica Romei, împreună cu 38 de protopopi. La 25 iunie 1701 a fost instalat ca episcop unit la Alba Iulia. A murit la 19 august 1713.
- Scaun mitropolitan vacant 1713-1761.
- Dionisie Novacovici (sârb), fost episcop al Budei, episcop pentru ortodocșii ardeleni: 13 iulie 1761 - 1767. A decedat la 8 decembrie 1767, lângă Buda.
- Sofronie Chirilovici (sârb), episcop ortodox al Ardealului: decembrie 1769 - 1774.
- Ghedeon Nichitici, episcop ortodox al Ardealului, subordonat ierarhic Mitropoliei de Carloviț: 1783 - 20 noiembrie 1788 (dată la care a decedat).
- Gherasim Adamovici (fost egumen al Mănăstirii Bezdin, județul Arad), episcop ortodox al Ardealului, subordonat ierarhic Mitropoliei de Carloviț: 1789-13 aprilie 1796.
- Scaun mitropolitan vacant 1797-1810. Românii ortodocși din Ardeal s-au aflat sub grija mitropolitului sârb Ștefan Stratimirovici (1790-1836) de la Carloviț.

## Secolul al XIX-lea
Vezi IBR 3, pentru sec. XIX-XX.
- Vasile Moga, român din Sebeș. Episcop: 1811-1845. Ales de Sinodul electoral al protopopilor ortodocși, întrunit la Turda în 19 septembrie/1 octombrie 1810. Propus episcop la 21 decembrie 1810 de câtre împărat. Hirotonit  la 23 aprilie (Sf. Gheorghe) 1811, înscăunat la Cluj la 29 iunie 1811. A avut sediul la Sibiu. A fost episcop ortodox al Ardealului, subordonat Mitropoliei de la Carloviț. Decedat: 17 decembrie 1845.
- Andrei Șaguna: vicar general după 1846. Episcop: 1848. Mitropolit: 12/24 decembrie 1864 - 16/28 iunie 1873 (data decesului).
- Procopie Ivașcovici (a trăit între 1809-1881). Episcop al Aradului după 1852. Mitropolit al Ardealului: 1873-1874. La 19/31 iulie 1874 ales Patriarh al Bisericii Ortodoxe Sârbe la Carloviț.
- Miron Romanul, țăran român din Mezieș, județul Bihor. Fost episcop de Arad. Mitropolit al Ardealului: 21 noiembrie / 3 decembrie 1874 - 4/16 octombrie 1898 (data decesului).
- Ioan Mețianu (n. 9 mai 1828, Zărnești - d. 3 februarie 1916, Sibiu). Episcop al Aradului între 1875-1898 și mitropolit al românilor din Ardeal și Ungaria între 1899-1916.
- Vasile Mangra (1916-1918).

## Secolul al XX-lea
- Nicolae Bălan, 1920-1955.
- Iustin Moisescu, 1956-1957.
- Nicolae Colan, 1957-1967.
- Nicolae Mladin, 1967-1981.
- Antonie Plămădeală, 1982-2005.

## Secolul al XXI-lea
- Laurențiu Streza, 2005 - prezent.